# Granbarkgnagare
Granbarkgnagare (Microbregma emarginatum) är en skalbaggsart som först beskrevs av Caspar Erasmus Duftschmid 1825.  Granbarkgnagare ingår i släktet Microbregma och familjen trägnagare. Arten är reproducerande i Sverige.

## Underarter
Arten delas in i följande underarter:
- M. e. emarginatum
- M. e. granicolle